# Sylwester w Nowym Jorku
Sylwester w Nowym Jorku (ang. New Year’s Eve, 2011) – amerykańska komedia romantyczna w reżyserii Garry’ego Marshalla. Film stanowi kontynuację filmu Walentynki z 2010 roku.
Fabuła filmu przedstawia historię kilku par oraz ludzi samotnych, których ścieżki krzyżują się w ostatni dzień roku w Nowym Jorku.
Światowa premiera filmu nastąpiła dnia 8 grudnia 2011 roku.

## Obsada
- Robert De Niro jako Harry
- Ashton Kutcher jako Randy
- Zac Efron jako Paul
- Sarah Jessica Parker jako Kate
- Sofía Vergara jako Ava
- Carla Gugino jako doktor Morriset
- Katherine Heigl jako Laura Carrington
- Jessica Biel jako Tess
- John Lithgow jako pan Cox
- Michelle Pfeiffer jako Ingrid
- Abigail Breslin jako Hailey
- Josh Duhamel jako Sam
- Til Schweiger jako James Schwab
- Alyssa Milano jako Melanie Cambridge
- Halle Berry jako pielęgniarka Aimee
- Hilary Swank jako Claire Morgan
- Lea Michele jako Elise
- Jake T. Austin jako Seth
- Héctor Elizondo jako Kominsky
- Christine Lakin jako Alyssa
- Ludacris jako Brendan
- Jon Bon Jovi jako Jensen
- Seth Meyers jako Griffin